# Куруш (Докузпаринский район)
Куру́ш (лезг. Къуруш) — село в Докузпаринском районе Дагестана. Образует сельское поселение село Куруш. Самое южное и самое высокогорное селение России.

## Географическое положение
Расположено на юго-восточном склоне горы Шалбуздаг, в долине реки Усухчай, в 17 км к юго-западу от села Усухчай, на высоте 2560 метров над уровнем моря.
Куруш является самым высокогорным поселением на Северном Кавказе, в России и Европе (если проводить границу между Европой и Азией по Кавказскому хребту), хотя в качестве самых высокогорных селений Европы также позиционируют себя грузинское Ушгули и швейцарское Юф. Кроме того, Куруш является самым южным населённым пунктом Российской Федерации.
Из села Куруш альпинисты совершают восхождения на вершины Базардюзю (4466 м), Шалбуздаг (4150 м) и Ерыдаг (3925 м).

## История
Происхождение села Куруш по одной версии связывается с арабами-курейшитами, по другой — с тюрками из Закавказья. 
«Издавно тюркское кочевое население Азербайджана часто переваливало через Шахдаг на летние пастбища и основало селение Гуруджиге (сухое место), которое позднее превратилось в Куруш». М. Ихилов полагает более правдивой вторую версию. Прежнее название села было Падар-Куруш.
Происхождение села Куруш по одной версии связывается с арабами-курейшитами. Шаха Албурзи, который был корейшитом, но так как он поселился в стране (дийар) Ал-бурз, то носил это прозвище (Албурзи). Гора, у подножия которой он обосновался, известна по его имени - [Шах Албурз], которое от частого употребления превратилось в Шалбурз. Они тайно послали человека, чтобы пригласить визира Самсама — эмира Kara, что из жителей Шама. Они посовещались [с ним] и заключили договор. Эмир Kara известил [об этом] своих приверженцев (таба'а) в городе. В ночь на пятницу Дарвишайи подступил с шеститысячным войском к воротам, а подданные эмира Kara ввели их в город. Эмир Kara пошел вместе с десятью воинами и убил Самсама. [Затем] Дарвишайи прибыл в диван-ханэ, принуждая население принять ислам. Принявшие ислам сохранили свою собственность. Тех же, кто не подчинился, он казнил, а их имущество и их семьи были захвачены в качестве добычи. Город же был назван Эмир Kara, а со временем он стал называться Микраг. Тем временем пятеро из подданных (мута'алликан) Самсама напали на отселок Шаха Албурзи, убили его сына и пленили двух дочерей вместе с их имуществом. Однако его жена и другой сын спаслись бегством. Затем Шах Албурзи, переселив из города Мир Kara тридцать дворов (ханевар), построил отселок Курайш, который от частого употребления [названия] стали называть Куруш. В селе Куруш обнаружена Кавказо-албанская надпись 7-8 веков. 
В XVIII веке в Куруше жил ашуг Лезги Ахмед. В 1886 году в Куруше было 718 дворов на 4761 человек, из них 2536 мужчин, 2225 женщин. Общее количество скота 71 451 голова овец, 1767 лошадей, 2189 голов крупного рогатого скота. Всего в ауле было 12 мельниц, 41 ткач, 6 войлочников, 2 красильщика, один сапожник, 4 плотника, 3 ремесленника, 3 портных, 1 оружейник и 8 музыкантов. Исторически курушцы занимались скотоводством, земледелием, сеяли в основном рожь, овёс, чечевицу. Для себя и на продажу курушцы изготавливали сукно, ковры, паласы, войлоки, тесьму, овчины, чулки шерстяные, сыр, масло. В 1907 году община Куруша имела поголовье овец и коз общей численностью в 90 тысяч голов. В 1920 году в Куруше открыт пункт по ликвидации неграмотности. Затем на его базе в том же году открывается двухклассная школа. В 1924 году открылась пятилетняя школа. Занятия в эти годы велись в домах, школ как таковых не было. В 1930 в Куруше функционировала семилетняя школа. В 1931 году в Куруше был создан первый колхоз. В годы Великой Отечественной войны из Куруша призваны в армию 570 человек. За годы войны на полях сражений и в госпиталях погибло 325 человек, пропало без вести 70. Общее количество курушцев, не вернувшихся домой, по неполным данным составляет 395 человек.
В 1952 году большая часть населения переселена на территорию Хасавюртовского района в село Куруш (Новый Куруш). Население сёл Еленовка, Ахед, Агъязы, Сефербине Республики Азербайджан составляют, в основном, переселенцы из Куруша.
В одном из документов кайтагских уцмиев ширваншах жалуется своему племяннику Эльчаву на постоянные набеги лезгин, в связи с тем, что они «часто спускаются с дорог, идущих по горным высотам, ввиду деревень Фий, Маза, Куруш и Хиналуг».

## Население
| 1895 | 1926  | 1939  | 1959 | 1970 | 1989 | 2002 | 2010 | 2012 |
| ---- | ----- | ----- | ---- | ---- | ---- | ---- | ---- | ---- |
| 5039 | ↘3694 | ↘1787 | ↘170 | ↗445 | ↗537 | ↗804 | ↗826 | ↘816 |
| 2013 | 2014  | 2015  | 2016 | 2017 | 2018 | 2019 | 2020 | 2021 |
| ↘799 | ↘798  | ↗813  | →813 | ↘812 | ↘811 | ↘787 | →787 | ↘762 |
| 2023 | 2024  | 2025  |      |      |      |      |      |      |
| ↗789 | ↗813  | ↗839  |      |      |      |      |      |      |

Исторически в Къурушар (самоназвание) входят родовые группы (лезг. уймахар): Хайтакьар, Гьилевар, Тетецьар, Фалакьар, Къызырар, Хъиртар, Мисрияр, Зангавар, Авурар, Къуьлдуьрар, Гьебешар, ЧIулавар.
Село делится на кварталы: Пагъвай кьилер, Вене кьилер, Хъиртар и Камавайбур.

## Памятники
Надмогильная стела на кладбище «Гъуьуф-орар». Объект культурного наследия регионального значения.

## Природа
В честь Куруша в 1928 году назван один из подвидов водяной полёвки — Arvicola terrestris kurushi, впервые описанный А. Н. Формозовым и В. Г. Гептнером.